# دابلیو (مجموعه تلویزیونی)
دابلیو (دو جهان) (کره‌ای: 더블유; لاتین‌نویسی اصلاح‌شده: Deobeuryu یک مجموعه تلویزیونی ساخت کره جنوبی سال ۲۰۱۶ با بازی لی جونگ سوک و هان هیو جو است. این مجموعه شامل ۱۶ قسمت است که چهارشنبه‌ها و پنجشنبه‌ها ساعت ۲۲ (کی‌اس‌تی) از ۲۰ ژوئیه تا ۱۴ سپتامبر ۲۰۱۶ از شبکه ام‌بی‌سی پخش شد. دابلیو دربارهٔ درگیری بین «دو جهان» است: دنیای واقعی و جهان موازی در داخل یک وبتون، که عنوان سریال تلویزیونی نیز از آن گرفته شده‌است.
این سریال به دلیل طرح فوق‌العاده خود مورد استقبال قرار گرفت و در هفته اول توانست جایگاه نخست جدول رتبه‌بندی را کسب کند. این مجموعه میانگین ۱۱٫۶۳٪ را در جدول رتبه‌بندی بدست آورد.

## داستان
این مجموعه حول محور وبتونی به نام "W"، نوشته اوه سونگ مو، می‌گردد که این وبتون مانند واقعیتی جداگانه خود به خود شکل می‌گیرد."W" به قدری در کره جنوبی مشهور می‌گردد که نسخه‌های چاپ شده آن به پرفروش‌ترین کتاب‌ها تبدیل می‌شود.
خط داستانی وبتون "W" از جوانی شخصیت اصلی داستان یعنی کانگ چول (لی جونگ سوک) که هم جوانی خوش قیافه و باهوش و هم تیرانداز ماهری است، آغاز می‌شود. او در کره جنوبی به دلیل پیروزی در مسابقات تیراندازی در طول بازیهای المپیک ۲۰۰۴ آتن مشهور می‌شود. اما زمانی که قاتلی ناشناس خانواده اش را قتل‌عام می‌کند، محبوبیتش از بین می‌رود و او به اشتباه متهم به این جنایت می‌شود. فرد شرور دیگری به نام هان چول هو (پارک وون سانگ) برای کسب محبوبیت سیاسی به این پرونده رسیدگی می‌کند و از دادگاه می‌خواهد که مجازات اعدام را برای کانگ چول تعیین کند. کانگ چول پس از تلاش‌های فراوان، از این جنایت تبرئه می‌شود. او که به خاطر از دست دادن خانواده اش افسرده شده‌است، تصمیم به خودکشی در رودخانه هان می‌گیرد، اما از این کار منصرف شده و تصمیم می‌گیرد تا قاتل اصلی را بیابد و بقیه زندگی اش را وقف مبارزه با جرم و جنایت بکند.
ده سال بعد، کانگ چول به یک مولتی میلیونر تبدیل می‌شود. او "پروژه W" را با هدف گرفتن عامل اصلی مرگ خانواده اش آغاز می‌کند. بخشی از این پروژه شرکت پخش تلویزیونی وی است که با نام "W" نامگذاری شده‌است، اول کلمه‌های "کی" و "چرا" (همچنین عنوان وبتون). یک شب، او یک تماس تلفنی مشکوک دریافت می‌کند و همان قاتل وی را در پشت بام پنت هاوس او به شدت زخمی می‌کند. بعد از آن وقتی دختر تصویرگر، اوه یون جو، (هان هیو-جو) به‌طور تصادفی وارد دنیای کمیک می‌شود، چیزهای عجیب و غریب‌تری اتفاق می‌افتد. داستان حول محور این سؤال می‌چرخد که آیا داستان زندگی کانگ چول می‌تواند پایان خوشی داشته باشد یا نه.

## بازیگران

### اصلی
- لی جونگ سوک در نقش کانگ چول

شخصیت اصلی مجموعه کمیک محبوب" W"که آرام، خونسرد و سخت کوش است. وی مدیرعامل شرکت تجارت الکترونیکی JN Global، مالک ایستگاه تلویزیونی W و دارنده مدال طلای المپیک تیراندازی در جوانی است. خانواده وی توسط یک قاتل دست نیافتنی به قتل رسیدند، اما کانگ چول به دلیل سابقه تیراندازی بلافاصله متهم به قتل خانواده‌اش شد. کانگ چول پس از اثبات بی گناهی خود از طریق ایستگاه تلویزیونی W به دنبال انتقام از قاتل است. هنگامی که توسط قاتل در پشت بام خانه اش خنجر می‌خورد، او با اوه یون جو آشنا می‌شود که جان او را نجات داده و عاشق او می‌شود.
- هان هیو جو در نقش اوه یون جو
  - هیون سئونگ مین در نقش نوجوانی یون جو
  - پارک مین هه در نقش کودکی یون جو

رزیدنت سال دومی جراحی قلب و عروق در بیمارستان میونگ سی. او دختر اوه سونگ مو، نویسنده و تصویرگر وبتون معروف W است. او که یکی از طرفداران کارهای پدرش بود، برای رسیدگی به ناپدید شدن ناگهانی پدرش به استودیوی او می‌رود. در آنجا، او به جهان جایگزین W کشیده می‌شود و با قهرمان آن Kang Chul که در نهایت عاشق او می‌شود دیدار می‌کند.

#### شخصیت‌های وبتون W
- کیم یی-سونگ در نقش هان سانگ هون

قاتل واقعی خانواده کانگ چول. هویت او تا مدتها بعد مشخص نشد و چهره او مشابه نویسنده کمیک سریالی، اوه سونگ مو است. قبل از اینکه سئونگ مو به او اسم و چهره بدهد، او بیشتر به صورت شبحوار و بدون چهره انسانی ظاهر می‌شود.
- یونگ یو جین در نقش یون سو هی[۸]

دستیار شخصی کانگ چول و دوستش از زمان دبیرستان. احساسات عاشقانه او نسبت به کانگ چول در طول سریال با رفتارهای واضح و رفتاری که در پیرامون خود داشت و منجر به انتظارات کلی خواننده از ازدواج آنها شد، کاملاً مشخص است. در ابتدا قرار بود شخصیت اصلی زن باشد، که بعدها به عشق کانگ چول تبدیل شود، وقتی کانگ چول عاشق یون جو می‌شود، یون جو جایگزین او می‌شود.
- لی ته هوان در نقش سئو دو یون[۸]

محافظ وفادار و دوست نزدیک کانگ چول. او با استفاده از دانش خود در زمینه هنرهای رزمی، کانگ چول را برای مبارزه کردن آماده کرد و همیشه در مواقع ضرب و شتم آدم‌های بد در کنار اوست.
- پارک وون سانگ در نقش هان چئول هو

شخصیت منفی دوم وبتون. او یک دادستان قدرت طلب و یکی از اعضای کنگره است که همچنین برای ریاست جمهوری یک حزب دموکراتیک جدید در نظر گرفته شده‌است. وی برای بدست آوردن محبوبیت سیاسی، دادستان مسئول پرونده کانگ چول می‌شود، وقتی که وی متهم به قتل خانواده اش بود.
- چا کوان سو در نقش سون هیون سوک

مدیر پروژه W، برنامه ای تخصصی دربارهٔ تحقیقات جنایی، و مدیر کل کانال پخش W.

#### افراد پیرامون اوه یون جو
- کیم یی-سونگ در نقش اوه سونگ مو

پدر یون جو و یک هنرمند مشهور که وبتون W را ایجاد کرد. هنگامی که یک هنرمند وبتون شکست خورده، الکلی و طلاق گرفته بود، محبوبیت خود را از W پیدا کرد. با این حال، او متوجه می‌شود که وبتون و شخصیت‌های آن به خودی خود به واقعیت تبدیل شده‌اند. در نتیجه، او گمان کرد که کانگ چول یک هیولاست و درصدد نابودی او برآمد.
- لی شی اون در نقش پارک سو بونگ[۹]

شاگرد سئونگ مو و دوست مورد اعتماد یون جو
- نام گی آئه در نقش گیل سو سان

مادر یون جو و همسر سابق سئونگ مو.
- هئو جونگ دو در نقش پارک مین سو

جراح قلب و استاد در بیمارستان میونگ سی. او یکی از طرفداران پر و پا قرص W است.
- کانگ کی یانگ در نقش کانگ سوک بیوم[۸]

رزیدنت سال دومی جراحی قلب و عروق در بیمارستان میونگ سی و دوست یون جو
- لی سه رانگ در نقش گیل سو یونگ

خاله یون جو
- ریو هی رین در نقش سون می

شاگرد سونگ مو
- یانگ هه جی در نقش یون هی

شاگرد سونگ مو
بازیگران مهمان
- پارک چونگ سئون در نقش کانگ یون - پدر چول
- کیم نا وون در نقش یون می هو - مادر چول (قسمت ۱)
- سئو شین آئه در نقش کانگ سو یون- خواهر چول (قسمت ۱)
- چوی مین جوان در نقش کانگ جون سئوک - برادر چول (قسمت ۱)
- هوانگ سوک جئونگ در نقش نویسنده وبتون (قسمت ۶)
- هه ایل هو

## تولید
این سریال را کارگردان سریال او زیبا بود یعنی جونگ ده یون کارگردانی کرده و نویسنده آن، سونگ جه جونگ، نویسنده کارهایی همچون: نه بار سفر و مرد ملکه اینهیون است.
اولین فیلمنامه خوانی در ماه می ۲۰۱۶ انجام گرفت.
در این سریال هان هیو جو پس از شش سال به تلویزیون برمیگردد.

### OST قسمت ۱
| شماره      | نام                                               | سراینده       | آهنگساز                 | Artist          | مدت  |
| ---------- | ------------------------------------------------- | ------------- | ----------------------- | --------------- | ---- |
| ۱.         | «Where Are U» (내가 너에게 가던 네가 나에게 오던) | Seo Dong-sung | Park Sung-il (Copykumo) | Jung Joon-young | ۴:۱۹ |
| ۲.         | «Where Are U» (Inst.)                             |               | Park Sung-il (Copykumo) |                 | ۴:۱۹ |
| مجموع مدت: | مجموع مدت:                                        | مجموع مدت:    | مجموع مدت:              | مجموع مدت:      | ۸:۳۸ |

### OST قسمت ۲
| شماره      | نام                                                                   | سراینده                 | آهنگساز    | Artist      | مدت  |
| ---------- | --------------------------------------------------------------------- | ----------------------- | ---------- | ----------- | ---- |
| ۱.         | «Please Say Something, Even Though It Is a Lie» (거짓말이라도 해줘요) | Red Socks, Choi Jae-woo | Red Socks  | Park Bo-ram | ۳:۳۳ |
| ۲.         | «Please Say Something, Even Though It Is a Lie» (Inst.)               |                         | Red Socks  |             | ۳:۳۳ |
| مجموع مدت: | مجموع مدت:                                                            | مجموع مدت:              | مجموع مدت: | مجموع مدت:  | ۷:۰۶ |

### OST قسمت ۳
| شماره      | نام                                | سراینده                                               | آهنگساز                 | Artist         | مدت  |
| ---------- | ---------------------------------- | ----------------------------------------------------- | ----------------------- | -------------- | ---- |
| ۱.         | «In the Illusion» (환상 속의 그대) | Leah Min-young Park (Hwayobi), Lee Cheol-joo (Basick) | Park Sung-il (Copykumo) | Basick & Inkii | ۴:۰۹ |
| ۲.         | «In the Illusion» (Inst.)          |                                                       | Park Sung-il (Copykumo) |                | ۴:۰۹ |
| مجموع مدت: | مجموع مدت:                         | مجموع مدت:                                            | مجموع مدت:              | مجموع مدت:     | ۸:۱۸ |

### OST قسمت ۴
| شماره      | نام                | سراینده         | آهنگساز    | Artist     | مدت  |
| ---------- | ------------------ | --------------- | ---------- | ---------- | ---- |
| ۱.         | «Remember» (기억)  | 5ily, Choi Kang | 5ily       | KCM        | ۴:۱۳ |
| ۲.         | «Remember» (Inst.) |                 | 5ily       |            | ۴:۱۳ |
| مجموع مدت: | مجموع مدت:         | مجموع مدت:      | مجموع مدت: | مجموع مدت: | ۸:۲۶ |

### OST قسمت ۵
| شماره      | نام               | سراینده              | آهنگساز     | Artist                    | مدت  |
| ---------- | ----------------- | -------------------- | ----------- | ------------------------- | ---- |
| ۱.         | «Falling»         | Han Joon, Benjamin K | Lee Yoo-jin | Jo Hyun-ah (Urban Zakapa) | ۳:۲۱ |
| ۲.         | «Falling» (Inst.) |                      | Lee Yoo-jin |                           | ۳:۲۱ |
| مجموع مدت: | مجموع مدت:        | مجموع مدت:           | مجموع مدت:  | مجموع مدت:                | ۶:۴۲ |

### OST قسمت ۶
| شماره      | نام                | سراینده                             | آهنگساز                             | Artist               | مدت  |
| ---------- | ------------------ | ----------------------------------- | ----------------------------------- | -------------------- | ---- |
| ۱.         | «My Heart» (내 맘) | Cadence, Seo Jae-ha, Kim Young-sung | Cadence, Seo Jae-ha, Kim Young-sung | Jeon Woo-sung (Noel) | ۳:۵۲ |
| ۲.         | «My Heart» (Inst.) |                                     | Cadence, Seo Jae-ha, Kim Young-sung |                      | ۳:۵۲ |
| مجموع مدت: | مجموع مدت:         | مجموع مدت:                          | مجموع مدت:                          | مجموع مدت:           | ۷:۴۴ |

### OST قسمت ۷
| شماره      | نام                     | سراینده                   | آهنگساز                   | Artist         | مدت  |
| ---------- | ----------------------- | ------------------------- | ------------------------- | -------------- | ---- |
| ۱.         | «You And I» (그대와 나) | Shoulder Bully (어깨깡패) | Shoulder Bully (어깨깡패) | Ahn Hyun-jeong | ۳:۴۵ |
| ۲.         | «You And I» (Inst.)     |                           | Shoulder Bully (어깨깡패) |                | ۳:۴۵ |
| مجموع مدت: | مجموع مدت:              | مجموع مدت:                | مجموع مدت:                | مجموع مدت:     | ۷:۳۰ |

### OST قسمت ۸
| شماره      | نام                           | سراینده              | آهنگساز     | Artist     | مدت  |
| ---------- | ----------------------------- | -------------------- | ----------- | ---------- | ---- |
| ۱.         | «Draw a Love» (사랑을 그려요) | Han Joon, Benjamin K | Tom & Jerry | Navi       | ۳:۵۹ |
| ۲.         | «Draw a Love» (Inst.)         |                      | Tom & Jerry |            | ۳:۵۹ |
| مجموع مدت: | مجموع مدت:                    | مجموع مدت:           | مجموع مدت:  | مجموع مدت: | ۷:۵۸ |

### OST قسمت ۹
| شماره      | نام                          | سراینده    | آهنگساز    | Artist                         | مدت  |
| ---------- | ---------------------------- | ---------- | ---------- | ------------------------------ | ---- |
| ۱.         | «Without You» (니가 없는 난) | Red Socks  | Red Socks  | N (VIXX) & Yeoeun (Melody Day) | ۴:۳۴ |
| ۲.         | «Without You» (Inst.)        |            | Red Socks  |                                | ۴:۳۴ |
| مجموع مدت: | مجموع مدت:                   | مجموع مدت: | مجموع مدت: | مجموع مدت:                     | ۹:۰۸ |

| Disc 2: | Disc 2:                                    | Disc 2:         | Disc 2: |
| شماره   | نام                                        | Artist          | مدت     |
| ------- | ------------------------------------------ | --------------- | ------- |
| ۱.      | «Title of W» (Opening Title)               | Various Artists | ۰:۴۴    |
| ۲.      | «A New Variable»                           | Various Artists | ۱:۱۷    |
| ۳.      | «Black Shadow»                             | Various Artists | ۲:۴۴    |
| ۴.      | «Collapsed Dimensions»                     | Various Artists | ۴:۰۰    |
| ۵.      | «Crazy Dog, Professor Park»                | Various Artists | ۲:۰۳    |
| ۶.      | «Forgotten Memory»                         | Various Artists | ۲:۰۲    |
| ۷.      | «Falsified Incident»                       | Various Artists | ۲:۰۴    |
| ۸.      | «Hidden Content»                           | Various Artists | ۳:۲۷    |
| ۹.      | «I want to erase sadness»                  | Various Artists | ۳:۳۸    |
| ۱۰.     | «I Love you»                               | Various Artists | ۱:۵۹    |
| ۱۱.     | «I've changed the heroine»                 | Various Artists | ۲:۱۷    |
| ۱۲.     | «It is your setting»                       | Various Artists | ۲:۳۸    |
| ۱۳.     | «Instead of being eaten, I will be eating» | Various Artists | ۲:۲۷    |
| ۱۴.     | «Key to my life»                           | Various Artists | ۳:۲۳    |
| ۱۵.     | «Like normal couples»                      | Various Artists | ۳:۰۲    |
| ۱۶.     | «Lost Time»                                | Various Artists | ۲:۳۸    |
| ۱۷.     | «Moment of Decision»                       | Various Artists | ۳:۰۸    |
| ۱۸.     | «Meaning of ring»                          | Various Artists | ۴:۱۹    |
| ۱۹.     | «No Dark Entity»                           | Various Artists | ۴:۵۱    |
| ۲۰.     | «Non-existent Existence»                   | Various Artists | ۱:۵۶    |

#### آهنگ‌ها به صورت چارت
| Title                                                        | Year | Peak chart positions | Sales           | Remarks |
| Title                                                        | Year | KOR Gaon             | Sales           | Remarks |
| ------------------------------------------------------------ | ---- | -------------------- | --------------- | ------- |
| "Where Are U" (Jung Joon-young)                              | ۲۰۱۶ | ۶۷                   | - KOR: 121,780+ | Part 1  |
| "Please Say Something Even Though It Is A Lie" (Park Bo-ram) | ۲۰۱۶ | ۳۰                   | - KOR: 214,865+ | Part 2  |
| "Falling" (Jo Hyun-ah (Urban Zakapa))                        | ۲۰۱۶ | ۶۰                   | - KOR: 60,637+  | Part 5  |
| "Without You" (N (VIXX) & Yeoeun (Melody Day))               | ۲۰۱۶ | ۹۸                   | - KOR: 26,260+  | Part 9  |

### نمودارهای آلبوم
| نمودار (2016)                    | اوج {{سخ}} موقعیت |
| -------------------------------- | ----------------- |
| کره جنوبی (نمودار آلبوم گائون)   | ۱۶                |
| تایوان (نمودار آلبوم FIVE-MUSIC) | ۱۷                |

## رتبه‌بندی
در جدول زیر، اعداد آبی کمترین رتبه بندی و اعداد قرمز بالاترین رتبه بندی را نشان می‌دهند.
| Ep.     | تاریخ پخش اصلی  | میانگین سهم مخاطب | میانگین سهم مخاطب | میانگین سهم مخاطب | میانگین سهم مخاطب |
| Ep.     | تاریخ پخش اصلی  | TNmS              | TNmS              | AGB Nielsen       | AGB Nielsen       |
| Ep.     | تاریخ پخش اصلی  | در کل کشور        | سئول              | در کل کشور        | سئول              |
| ------- | --------------- | ----------------- | ----------------- | ----------------- | ----------------- |
| ۱       | ۲۰ ژوئیه ۲۰۱۶   | 9.9٪ (دهم)        | ۱۱٫۳٪ (هفتم)      | 8.6٪ (هفدهم)      | ۱۰٫۴٪ (دهم)       |
| ۲       | ۲۱ ژوئیه ۲۰۱۶   | ۱۰٫۱٪ (نهم)       | ۱۱٫۵٪ (پنجم)      | ۹٫۵٪ (دوازدهم)    | ۱۰٫۷٪ (دهم)       |
| ۳       | ۲۷ ژوئیه ۲۰۱۶   | ۱۱٫۶٪ (هفتم)      | ۱۳٫۷٪ (چهارم)     | ۱۲٫۹٪ (چهارم)     | 15.0٪ (چهارم)     |
| ۴       | ۲۸ ژوئیه ۲۰۱۶   | ۱۳٫۴٪ (پنجم)      | ۱۴٫۷٪ (چهارم)     | ۱۲٫۹٪ (چهارم)     | ۱۴٫۳٪ (چهارم)     |
| ۵       | ۳ اوت ۲۰۱۶      | ۱۵٫۱٪ (سوم)       | 17.8٪ (اول)       | ۱۳٫۵٪ (سوم)       | ۱۴٫۳٪ (سوم)       |
| ۶       | ۴ اوت ۲۰۱۶      | ۱۴٫۲٪ (پنجم)      | ۱۵٫۹٪ (دوم)       | ۱۲٫۲٪ (چهارم)     | ۱۲٫۲٪ (چهارم)     |
| ۷       | ۱۰ اوت ۲۰۱۶     | 15.2٪ (چهارم)     | ۱۷٫۳٪ (دوم)       | 13.8٪ (چهارم)     | ۱۴٫۷٪ (سوم)       |
| ۸       | ۱۷ اوت ۲۰۱۶     | ۱۳٫۵٪ (پنجم)      | ۱۵٫۰٪ (چهارم)     | ۱۲٫۲٪ (پنجم)      | ۱۳٫۳٪ (چهارم)     |
| ۹       | ۱۸ اوت ۲۰۱۶     | ۱۲٫۷٪ (چهارم)     | ۱۴٫۷٪ (سوم)       | ۱۱٫۳٪ (هفتم)      | ۱۲٫۵٪ (پنجم)      |
| ۱۰      | ۲۴ اوت ۲۰۱۶     | ۱۳٫۹٪ (پنجم)      | ۱۵٫۳٪ (سوم)       | ۱۲٫۳٪ (ششم)       | ۱۳٫۷٪ (چهارم)     |
| ۱۱      | ۲۵ اوت ۲۰۱۶     | ۱۴٫۶٪ (ششم)       | ۱۵٫۸٪ (پنجم)      | ۱۲٫۲٪ (ششم)       | ۱۲٫۸٪ (پنجم)      |
| ۱۲      | ۳۱ اوت ۲۰۱۶     | ۱۳٫۳٪ (ششم)       | ۱۵٫۱٪ (پنجم)      | ۱۱٫۱٪ (هفتم)      | ۱۲٫۰٪ (پنجم)      |
| ۱۳      | ۱ سپتامبر ۲۰۱۶  | ۱۲٫۹٪ (ششم)       | ۱۵٫۰٪ (سوم)       | ۱۱٫۹٪ (پنجم)      | ۱۳٫۲٪ (پنجم)      |
| ۱۴      | ۷ سپتامبر ۲۰۱۶  | ۱۳٫۱٪ (پنجم)      | ۱۵٫۳٪ (سوم)       | ۱۰٫۹٪ (پنجم)      | ۱۱٫۸٪ (چهارم)     |
| ۱۵      | ۸ سپتامبر ۲۰۱۶  | ۱۱٫۸٪ (ششم)       | ۱۴٫۱٪ (چهارم)     | ۱۱٫۴٪ (ششم)       | ۱۲٫۳٪ (چهارم)     |
| ۱۶      | ۱۴ سپتامبر ۲۰۱۶ | ۱۰٫۶٪ (چهارم)     | 10.9٪ (چهارم)     | ۹٫۳٪ (هفتم)       | 9.8٪ (ششم)        |
| میانگین | میانگین         | ۱۲٫۸۷٪            | ۱۴٫۵۹٪            | ۱۱٫۶۳٪            | ۶۹/۱۲ درصد        |

* قسمت ۸ به دلیل پخش بازی‌های المپیک تابستانی ۲۰۱۶ در ریودوژانیروی کشور برزیل، پنجشنبه ۱۱ آگوست پخش نشد. این قسمت چهارشنبه ۱۷ اوت ۲۰۱۶ پخش شد.

## جوایز و نامزدی‌ها
| سال  | جایزه                                        | دسته‌بندی                                                        | نامزد/اثر                | نتیجه    | منابع  |
| ---- | -------------------------------------------- | --------------------------------------------------------------- | ------------------------ | -------- | ------ |
| ۲۰۱۶ | پنجمین جایزه APAN Star                       | جایزه عالی و برتر، بازیگر مینی سریال                            | لی جونگ سوک              | نامزدشده |        |
| ۲۰۱۶ | پنجمین جایزه APAN Star                       | جایزه عالی و برتر، بازیگر زن مینی سریز                          | هان هیو جو               | برنده    | [ ۱۸ ] |
| ۲۰۱۶ | پنجمین جایزه APAN Star                       | بهترین بازیگر نقش مکمل مرد                                      | کیم یی-سونگ              | برنده    | [ ۱۸ ] |
| ۲۰۱۶ | پنجمین جایزه APAN Star                       | جایزه بهترین زوج                                                | لی جونگ سوک و هان هیو جو | نامزدشده |        |
| ۲۰۱۶ | اولین جایزه هنرمند آسیا                      | جایزه بهترین هنرمند، بازیگر                                     | لی جونگ سوک              | نامزدشده |        |
| ۲۰۱۶ | اولین جایزه هنرمند آسیا                      | جایزه بهترین هنرمند، بازیگر زن                                  | هان هیو جو               | نامزدشده |        |
| ۲۰۱۶ | سی و ششمین دوره جوایز درام MBC               | درام سال                                                        | دابلیو                   | برنده    |        |
| ۲۰۱۶ | سی و ششمین دوره جوایز درام MBC               | جایزه بزرگ / دسانگ {{سخ}} (از طریق آرا fan هواداران مشخص می‌شود) | لی جونگ سوک              | برنده    | [ ۲۰ ] |
| ۲۰۱۶ | سی و ششمین دوره جوایز درام MBC               | جایزه بزرگ / دسانگ {{سخ}} (از طریق آرا fan هواداران مشخص می‌شود) | هان هیو جو               | نامزدشده |        |
| ۲۰۱۶ | سی و ششمین دوره جوایز درام MBC               | جایزه تعالی برتر، بازیگر یک مینی سریال                          | لی جونگ سوک              | برنده    |        |
| ۲۰۱۶ | سی و ششمین دوره جوایز درام MBC               | جایزه عالی برتر، بازیگر زن مینی سریز                            | هان هیو جو               | برنده    |        |
| ۲۰۱۶ | سی و ششمین دوره جوایز درام MBC               | جایزه بازیگری طلایی، بازیگر مینی سریال                          | کیم یی-سونگ              | برنده    |        |
| ۲۰۱۶ | سی و ششمین دوره جوایز درام MBC               | نویسنده سال                                                     | سونگ جه جونگ             | برنده    |        |
| ۲۰۱۶ | سی و ششمین دوره جوایز درام MBC               | بهترین بازیگر جدید                                              | لی شی اون                | نامزدشده |        |
| ۲۰۱۶ | سی و ششمین دوره جوایز درام MBC               | بهترین بازیگر جدید                                              | لی ته هوان               | نامزدشده |        |
| ۲۰۱۶ | سی و ششمین دوره جوایز درام MBC               | بهترین بازیگر زن جدید                                           | جونگ یو جین              | نامزدشده |        |
| ۲۰۱۶ | سی و ششمین دوره جوایز درام MBC               | جایزه بهترین زوج                                                | لی جونگ سوک و هان هیو جو | برنده    |        |
| ۲۰۱۶ | سی و ششمین دوره جوایز درام MBC               | جایزه بهترین زوج                                                | کیم یی-سونگ و لی شی اون  | نامزدشده |        |
| ۲۰۱۶ | جوایز محتوای کره                             | تقدیر نخست‌وزیر                                                  | آهنگ جائونگ              | برنده    | [ ۲۱ ] |
| ۲۰۱۷ | جوایز پخش کمیسیون ارتباطات کره               | جایزه تعالی برنامه موج کره ای                                   | دابلیو                   | برنده    | [ ۲۲ ] |
| ۲۰۱۷ | پنجاهمین جشنواره جهانی فیلم هوستون WorldFest | جایزه ویژه هیئت داوران                                          | دابلیو                   | برنده    | [ ۲۳ ] |
| ۲۰۱۷ | ۵۳مین مراسم اهدای جوایز هنری بکسانگ          | بهترین درام                                                     | دابلیو                   | نامزدشده | [ ۲۴ ] |
| ۲۰۱۷ | ۵۳مین مراسم اهدای جوایز هنری بکسانگ          | بهترین کارگردان                                                 | جونگ ده یون              | نامزدشده | [ ۲۴ ] |
| ۲۰۱۷ | ۵۳مین مراسم اهدای جوایز هنری بکسانگ          | بهترین فیلمنامه                                                 | سونگ جه جونگ             | نامزدشده | [ ۲۵ ] |
| ۲۰۱۷ | ۵۳مین مراسم اهدای جوایز هنری بکسانگ          | محبوب‌ترین بازیگر مرد                                            | لی جونگ سوک              | نامزدشده |        |
| ۲۰۱۷ | ۵۳مین مراسم اهدای جوایز هنری بکسانگ          | محبوب‌ترین بازیگر زن                                             | هان هیو جو               | نامزدشده |        |
| ۲۰۱۷ | جوایز بین‌المللی درام سئول                    | درام برجسته کره ای                                              |                          | برنده    | [ ۲۶ ] |